# يوسف يوسف
يوسف يوسف (1946 - 12 ديسمبر 2018) ممثل أردني راحل من موالید مدینة خان یونس الفلسطینیة .وكان عضو في نقابة الفنانين الأردنيين، كانت بداياته الفنية من خلال فرقة الفنون الشعبية الأردنية. وشارك في مسرحیة "برجاس" الغنائیة كممثل، وفي العدید من المسلسلات، أبرزھا: "الھاربة"، "لمن یغرد العندلیب"، "رمال بین الأصابع" و"ھبوب الریح"، وشو ھالحكي، ومسلسل الطریق الوعر"، وفي مسرحیات منھا: "مقھى العقلاء"، "عریس لبنت السلطان"، "الخطوبة"، "اللعبة"، ."ً"عمارة العلالي"، "قحطان والبعیر" و"ھمومنا الجمیلة جدا.

## من أعماله

### المسلسلات
- بوابة القدس
- بيارق العربا (بدوي)
- دبابيس زعل وخضرا
- همة وعزم
- نيران البوادي
- العلم نور
- هبوب الريح
- حارة أبو عواد
- لقمة العيش

### الدوبلاج
- الكابتن ماجد الجزء الأول - الحارس رعد.
- لبنى السريعة - فارس والد لبنى
- مغامرات نيلز
- النملة فيردي ( الجزء الأول )
- التنين الصغير
- بوليانا
- نساء صغيرات
- جول وجولي
- المناهل - (شخصية سميح)

### التأليف
- فيلم فتى الصحراء

### المسرحيات
- اللعبة
- محاكمة الحطيئة

## وفاته
توفي يوم الأربعاء 12 ديسمبر 2018 في ولاية أوهايو الأمريكية عن عمر يناهز 72 سنة بعد صراع مع المرض.

## روابط خارجية
- يوسف يوسف على موقع قاعدة بيانات الأفلام العربية